# Finidi George
Finidi George (Port Harcourt, 15 april 1971) is een Nigeriaans voetbaltrainer. Daarnaast is hij als voormalig profvoetballer bekend door de successen die hij had met Ajax en het Nigeriaans voetbalelftal.

## Loopbaan als speler
Finidi maakte vooral furore tijdens zijn verblijf bij Ajax, begin jarig negentig. Hoogtepunten waren zijn doelpunt tegen Bayern München (een schot vanaf 20 meter in de kruising), het winnen van de UEFA Champions League in het seizoen 1994/95, de UEFA Super Cup van 1995 en de wereldbeker van 1995.
Na een hattrick in de afscheids- en kampioenswedstrijd van en in Stadion De Meer en  de met strafschoppen verloren Champions League finale van Juventus van 1996  vertrok Finidi naar Real Betis en vervolgens naar Real Mallorca in Spanje. Waarna hij zijn Europese avontuur voortzette bij Ipswich Town in Engeland. Nadat Ipswich degradeerde, drukte Finidi te zwaar op de begroting voor de Engelse club. Finidi vertrok in de zomer van 2003 transfervrij wederom naar Real Mallorca. Medio augustus 2004 besloot Finidi te stoppen met voetballen.

## Erelijst
| Competitie                 |        |                           |      |      |
| Competitie                 | Aantal | Jaren                     |      |      |
| Ajax                       | Ajax   | Ajax                      | Ajax | Ajax |
| -------------------------- | ------ | ------------------------- | ---- | ---- |
| Mondiaal                   |        |                           |      |      |
| Wereldbeker voor clubteams | 1x     | 1995                      |      |      |
| Internationaal             |        |                           |      |      |
| UEFA Champions League      | 1x     | 1994/95                   |      |      |
| UEFA Super Cup             | 1x     | 1995                      |      |      |
| Nationaal                  |        |                           |      |      |
| Eredivisie                 | 3x     | 1993/94, 1994/95, 1995/96 |      |      |
| Nederlandse Supercup       | 2x     | 1994, 1995                |      |      |

| Competitie                | Winnaar | Winnaar | Runner-up | Runner-up | Derde   | Derde      |
| Competitie                | Aantal  | Jaren   | Aantal    | Jaren     | Aantal  | Jaren      |
| Nigeria                   | Nigeria | Nigeria | Nigeria   | Nigeria   | Nigeria | Nigeria    |
| ------------------------- | ------- | ------- | --------- | --------- | ------- | ---------- |
| CAF Africa Cup of Nations | 1x      | 1994    | 1x        | 2000      | 2x      | 1992, 2002 |

## Carrièrestatistieken
| Seizoen         | Club            |                    | Competitie       | Competitie | Competitie | Beker | Beker | Internationaal | Internationaal | Overig | Overig | Totaal | Totaal |
| Seizoen         | Club            | Wed.               | Competitie       | Dlp.       | Wed.       | Dlp.  | Wed.  | Dlp.           | Wed.           | Dlp.   | Wed.   | Dlp.   |        |
| --------------- | --------------- | ------------------ | ---------------- | ---------- | ---------- | ----- | ----- | -------------- | -------------- | ------ | ------ | ------ | ------ |
| 1993/94         | Ajax            | Vlag van Nederland | Eredivisie       | 27         | 4          | 3     | 2     | 4              | 0              | 0      | 0      | 34     | 6      |
| 1994/95         | Ajax            | Vlag van Nederland | Eredivisie       | 30         | 8          | 3     | 0     | 10             | 1              | 1      | 0      | 44     | 9      |
| 1995/96         | Ajax            | Vlag van Nederland | Eredivisie       | 29         | 6          | 1     | 1     | 13             | 2              | 1      | 0      | 44     | 9      |
| Club totaal     | Club totaal     | Club totaal        | Club totaal      | 86         | 18         | 7     | 3     | 27             | 3              | 2      | 0      | 122    | 24     |
| 1996/97         | Real Betis      | Vlag van Spanje    | Primera División | 36         | 10         |       |       | —              | —              | —      | —      | 36     | 10     |
| 1997/98         | Real Betis      | Vlag van Spanje    | Primera División | 34         | 9          |       |       | 5              | 1              | —      | —      | 39     | 10     |
| 1998/99         | Real Betis      | Vlag van Spanje    | Primera División | 36         | 11         |       |       | 6              | 2              | —      | —      | 42     | 13     |
| 1999/00         | Real Betis      | Vlag van Spanje    | Primera División | 24         | 8          |       |       | —              | —              | —      | —      | 47     | 8      |
| Club totaal     | Club totaal     | Club totaal        | Club totaal      | 130        | 38         | 0     | 0     | 11             | 3              | 0      | 0      | 141    | 41     |
| 2000/01         | RCD Mallorca    | Vlag van Spanje    | Primera División | 31         | 5          | 4     | 2     | 0              | 0              | —      | —      | 35     | 7      |
| Club totaal     | Club totaal     | Club totaal        | Club totaal      | 31         | 5          | 4     | 2     | 0              | 0              | 0      | 0      | 35     | 7      |
| 2001/02         | Ipswich Town    | Vlag van Engeland  | Premier League   | 29         | 7          | 0     | 0     | 4              | 1              | —      | —      | 33     | 8      |
| 2002/03         | Ipswich Town    | Vlag van Engeland  | First Division   | 10         | 1          | 2     | 0     | 5              | 0              | —      | —      | 17     | 1      |
| Club totaal     | Club totaal     | Club totaal        | Club totaal      | 39         | 8          | 2     | 0     | 9              | 1              | 0      | 0      | 50     | 9      |
| 2003/04         | RCD Mallorca    | Vlag van Spanje    | Primera División | 14         | 0          | 0     | 0     | 3              | 0              | —      | —      | 17     | 0      |
| Club totaal1    | Club totaal1    | Club totaal1       | Club totaal1     | 45         | 5          | 4     | 2     | 3              | 0              | 0      | 0      | 52     | 7      |
| Carrière totaal | Carrière totaal | Carrière totaal    | Carrière totaal  | 300        | 69         | 13    | 5     | 50             | 7              | 2      | 0      | 365    | 81     |

1 N.B. Dit betreft een clubtotaal, dus een totaal van beide periodes bij Real Mallorca.

## Loopbaan als trainer
Op 17 januari 2013 werd bekend dat Finidi zijn trainerscarrière zou beginnen als stagiair bij PEC Zwolle. Hij zou voor drieënhalve maand stage lopen bij het beloftenteam en het eerste van de club. Na deze stageperiode werd Finidi aangesteld als assistent-trainer bij het eerste elftal van PEC Zwolle. In juli 2015 werd Finidi aangesteld als assistent-trainer bij PEC Zwolle onder 19. In september 2021 werd hij aangesteld als trainer van Enyimba en tekende een tweejarig contract.. In 2022 werd George daarnaast ook assistent van het Nigeriaans voetbalelftal. En op 29 april werd bekend dat hij werd aangesteld als de nieuwe bondscoach van Nigeria.

## Trivia
- De naam van George komt voor in een aflevering van de Lullo's van Jiskefet: Ajax. Hier maakt Van Binsbergen de grap: "Hoe vind je die", oftewel "hoevinniedie? hoevinniedie George".
- De Groningse rapformatie De Huilende Rappers rapt in het nummer "Als Een Malle" over Finidi George.
- De Rotterdamse rapformatie De Likt heeft een nummer genaamd "Finidi George".